# Turnovsko-kralupsko-pražská dráha

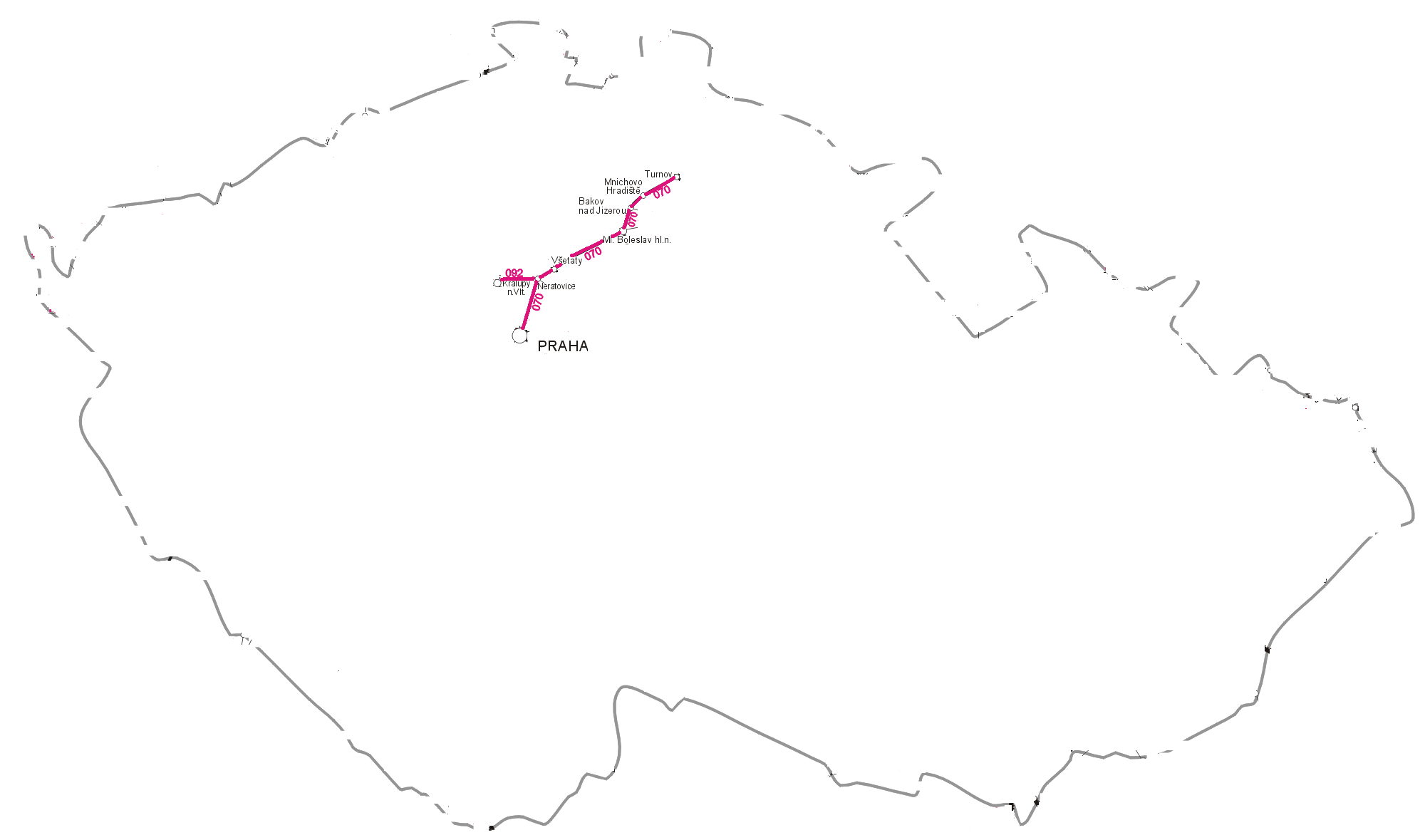
Síť železnic TKPE

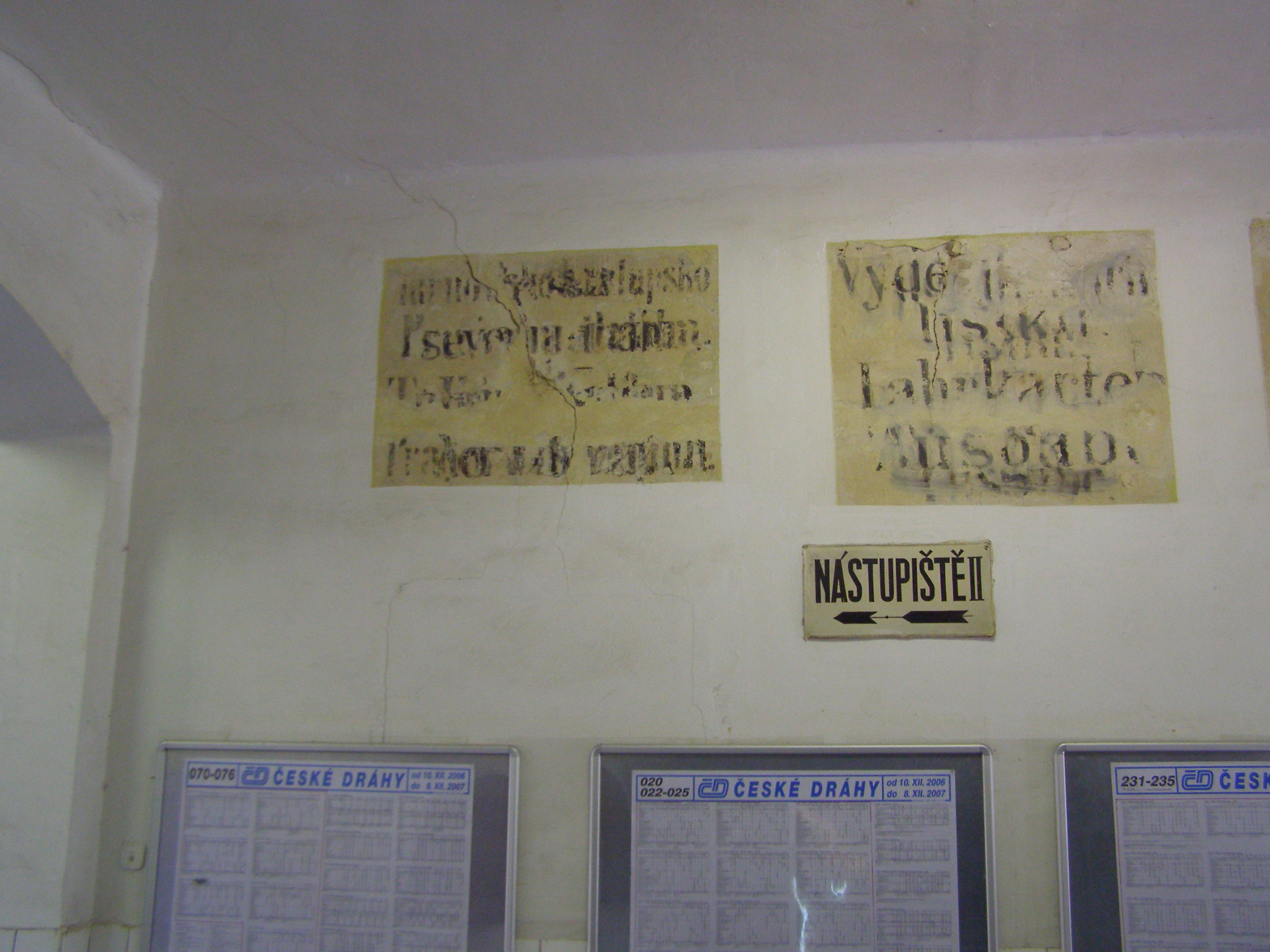
Zachované orientační nápisy v železniční stanici Praha-Vysočany. Vlevo je nápis odkazující k vlakům Turnovsko-kralupsko-pražské dráhy, uprostřed nápis nápis o výdeji jízdenek, napravo mimo fotografii je pak nápis odkazující k vlakům Rakouské severozápadní dráhy, se kterou měla TKPE toto nádraží společné

Turnovsko-kralupsko-pražská dráha (německý oficiální název: k.k. privilegierte Turnau-Kralup-Prager Eisenbahn, zkratka TKPE) byla privátní železniční společnost v Rakousku-Uhersku, která provozovala železniční dopravu na dnešních tratích Praha - Turnov a Kralupy nad Vltavou - Neratovice.

## Historie
O stavbě železnice mezi Polabím a Turnovem se poprvé vážně uvažovalo na jednání významných osobností pojizerského regionu v Sedmihorkách v roce 1856. O výchozím bodě dráhy bylo jasno už na počátku jednání, protože Turnov ležel na trati právě budované trati Jihoseveroněmecké spojovací dráhy mezi Pardubicemi a Libercem. Trať měla vést do Mladé Boleslavi. Jedni pak navrhovali pokračování směrem k Mělníku, jiní pak do Prahy. Zájemci o železnici si nakonec vybrali tehdejšího provozního ředitele Buštěhradské dráhy, inženýra Josefa von Kresse, aby jim novou trať navrhl. Ten si vybral trasu přes Neratovice do Kralup, kde se stýkaly koleje Společnosti státní dráhy z Prahy do Drážďan, a zmíněné dráhy Buštěhradské, která sem dovážela uhlí z kladenských dolů. Tím by se zajistilo spojení regionu s Prahou a zároveň i přísun kladenského uhlí do regionu i Liberce.
Inženýr Kress sice původně navrhoval, že by železnici postavila Buštěhradská dráha, ale její akcionáři tuto investici zamítli. Nakonec o koncesi zažádali přímo účastníci sedmihorského jednání. Ta jim byla udělena v roce 1863, a to včetně odbočky z Neratovic do Prahy. V roce 1864 ustanovili akciovou společnost. 8 tisíc dělníků pak za více než rok postavilo 87 kilometrů dlouhou trať z Kralup do Turnova, na které byl v roce 1865 zahájen provoz, který zpočátku obstarávala dvojice osobních vlaků a několik vlaků nákladních.
Rozvoj společnosti přerušila Prusko-rakouská válka, během níž nejprve vojska po železnici nastupovala na bojiště, později před postupující Pruskou armádou byla trať částečně demontována a její vybavení odváženo do bezpečí, aby pak byl provoz na trati zastaven celé dva měsíce.
Po válce stát škody firmě nahradil a ta mohla pokračovat v činnosti. Stavěla se též odbočka do Prahy. 34 km dlouhá trať z Neratovic na nové pražské nádraží Františka Josefa byla otevřena v roce 1872.
Firma byla majetkově i personálně provázána s dalším podnikem - Českou severní dráhou. Kromě stejného zakladatele, Ernsta hraběte Waldstein-Wartenberga, měly obě společnosti spojený lokomotivní i vozový park, stejně jako sjednocené tarify. Nakonec firmy zažádaly stát o souhlas k vzájemnému sloučení, ke kterému došlo k 31. 12. 1882.
Podnikání pokračovalo pod hlavičkou České severní dráhy.